# 美沙拉嗪
美沙拉嗪（英語：Mesalazine，又名美沙拉秦，5-氨基水杨酸（5-ASA）），是一种氨基水杨酸类抗炎药，用于治疗炎性肠病，包括溃疡性结肠炎，直肠炎，克罗恩病等。
美沙拉嗪以口服形式服用缓解克罗恩病，此外亦能以直肠栓剂或灌肠剂形式治疗下肠道疾病。
没有孕妇使用的数据，但药物确实能穿过胎盘并通过母乳排出体外。该药不应用于2岁以下儿童，肾病患者或对阿司匹林过敏的人。
主要副作用是胃肠道反应，包括恶心，腹泻和腹痛，此外也可能出现头痛。当口服用药时，有各种不良反应的分散报告，包括：骨髓抑制（白细胞减少，中性粒细胞减少，粒细胞缺乏症，再生障碍性贫血和血小板减少症），以及脱发，周围神经病，胰腺炎，肝脏问题，心肌炎。还包括心包炎，过敏反应和肺纤维化反应，红斑狼疮样反应和皮疹（包括荨麻疹），药物热，间质性肾炎和肾病综合征，通常在停药时可逆。很少出现服用美沙拉嗪与结肠炎，史蒂文斯约翰逊综合征和多形性红斑的症状恶化相关不良反应。
美沙拉嗪是柳氮磺胺吡啶的活性部分，其在体内代谢为磺胺吡啶和美沙拉嗪。它也是前体药巴柳氮以及惰性载体分子4-氨基苯甲酰基-β-丙氨酸的活性成分。